# Saturn Vue
Saturn Vue – samochód osobowy typu SUV klasy średniej produkowany pod amerykańską marką Saturn w latach 2001 – 2009.

## Pierwsza generacja

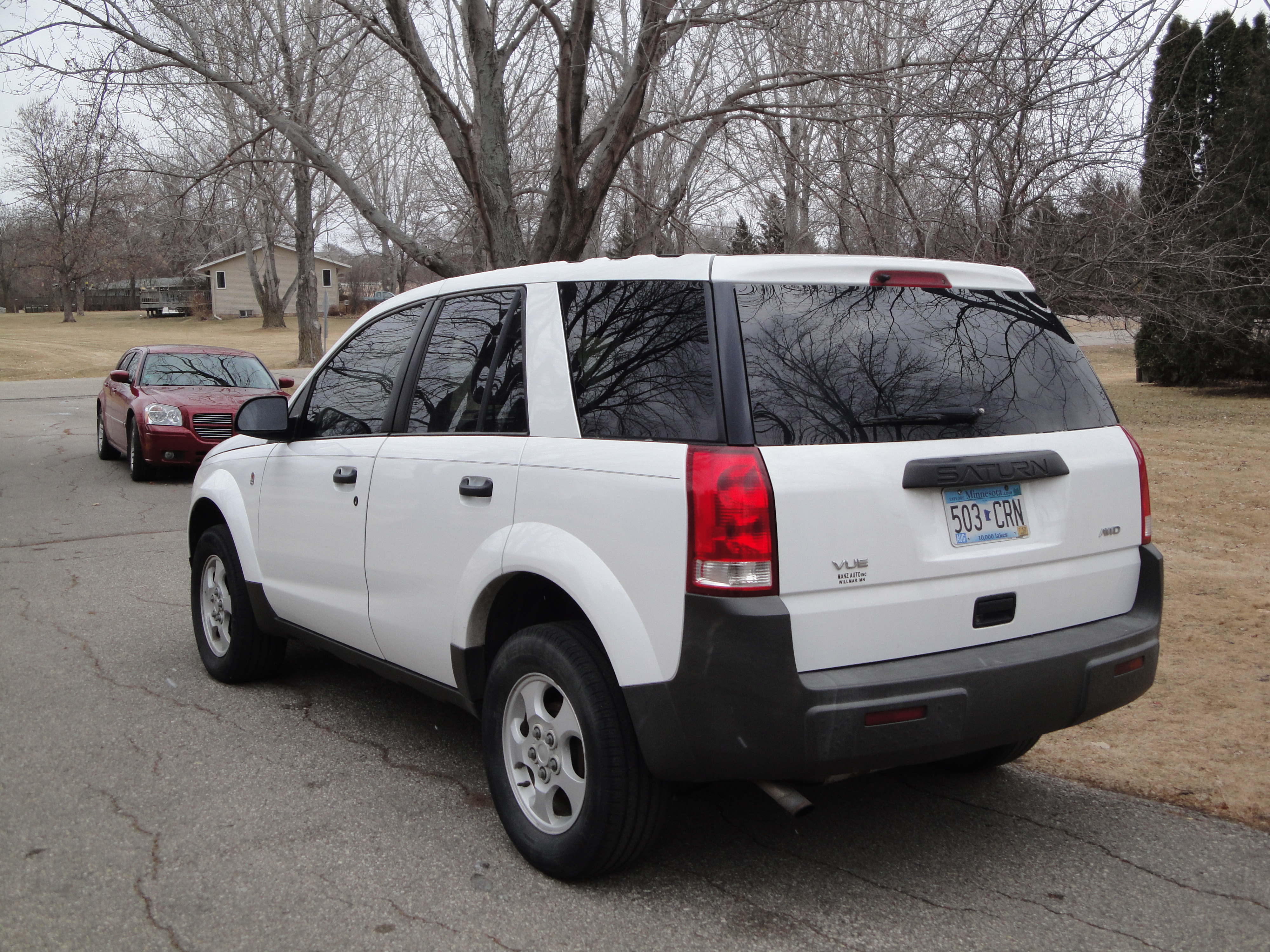
Saturn Vue I - tył

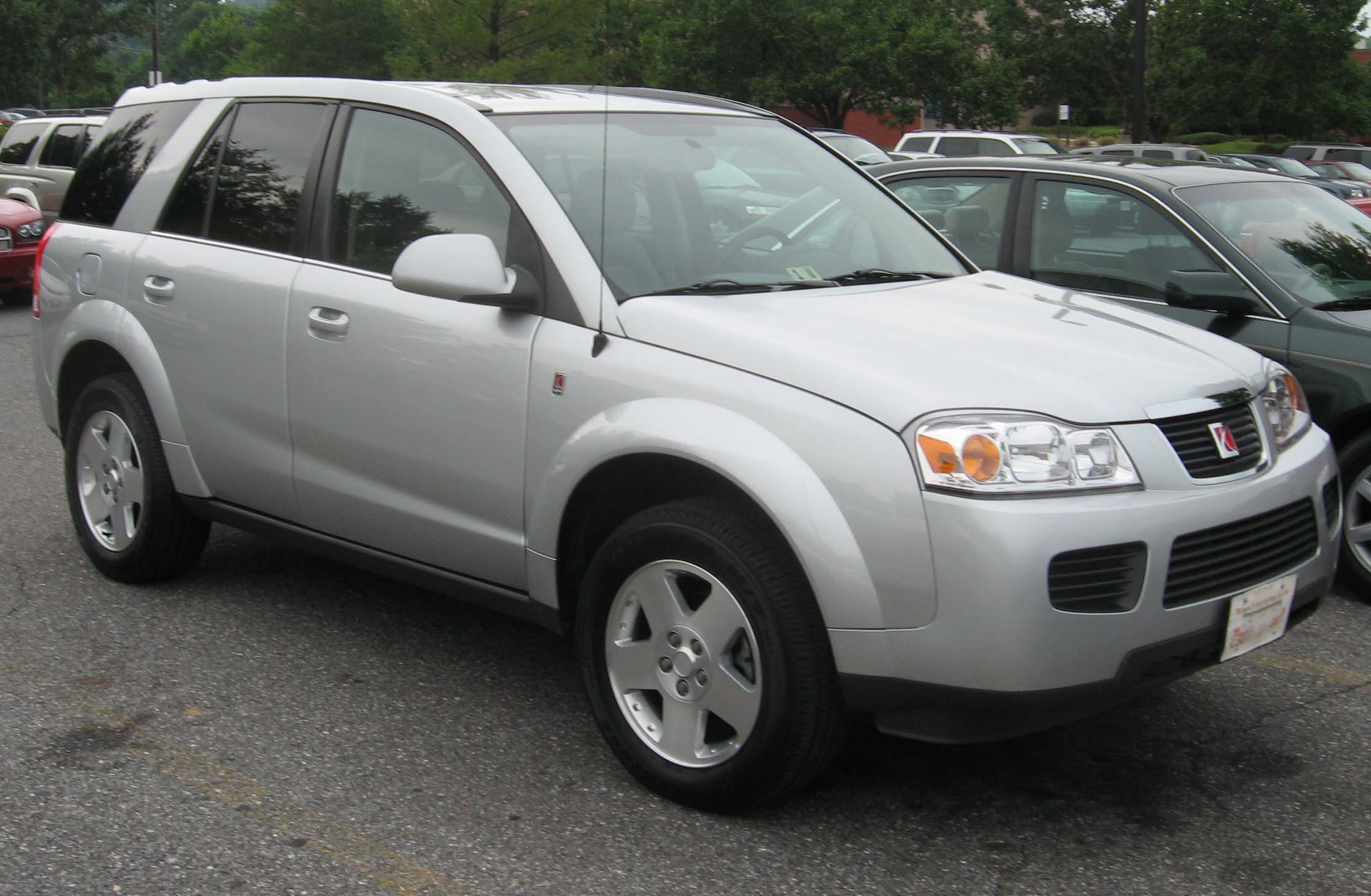
Saturn Vue I po liftingu

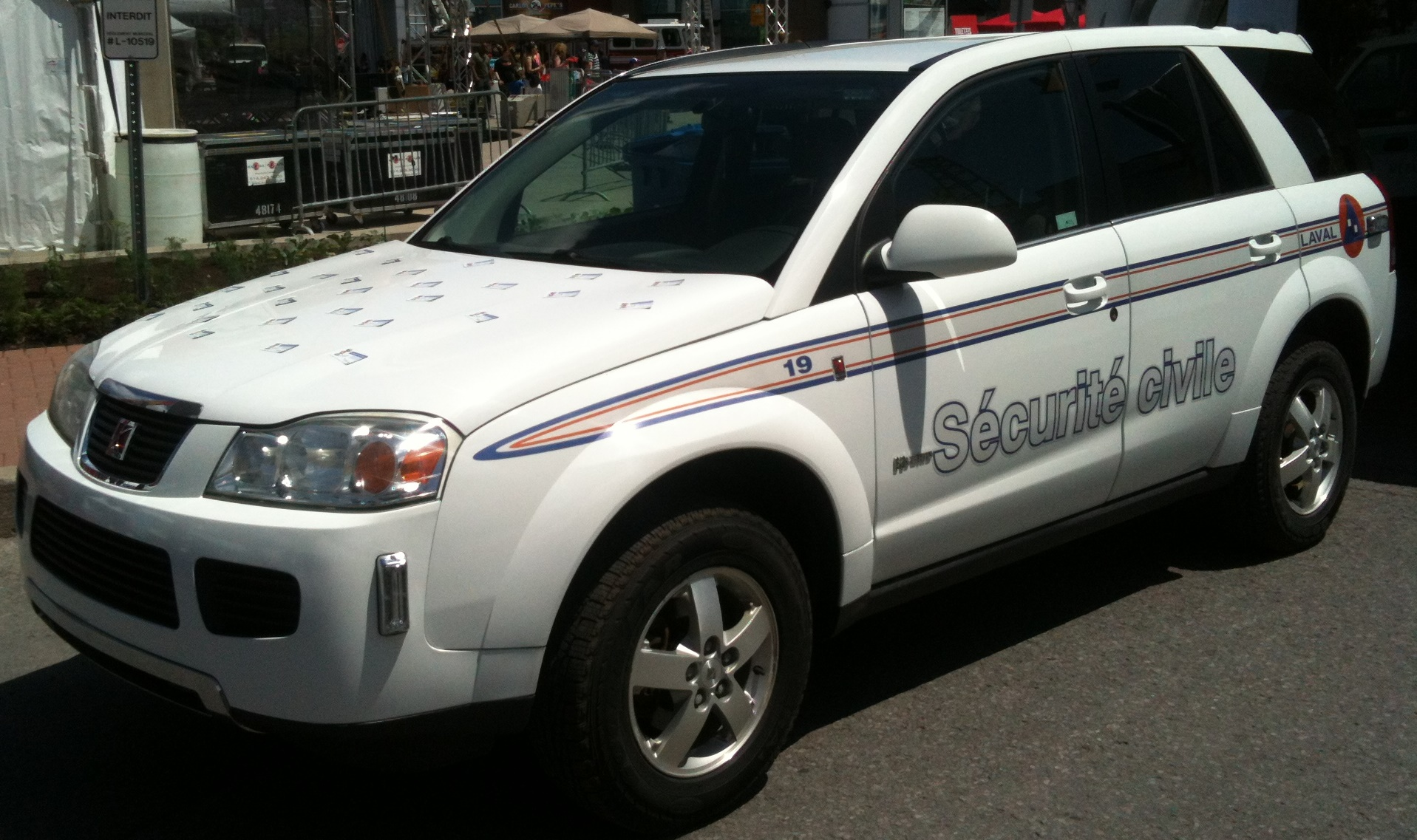
Saturn Vue I Green Line

Saturn Vue I został zaprezentowany po raz pierwszy w 2001 roku.
Vue I został wprowadzony w 2001 roku jako pierwszy samochód wykorzystujący płytę podłogową GM Theta. 4-cylindrowy VUE jest wyposażany w silnik Ecotec R4. Oferowane były także motor L81 V6 i skrzynia automatyczna Aisin AF33 (pochodzące z serii L), jednak od 2004 model ten korzysta z hondowskiego L66 V6 i 5-biegowego automatu (też od Hondy). Bezstopniowa skrzynia CVT (wariator) była oferowana do 2005 roku.
Vue został zrestylizowany w 2005 roku. Otrzymał lepsze materiały wykończeniowe i inny wygląd pasa przedniego.

### Saturn Vue Red Line
Specjalna, sportowa wersja modelu na rynek weszła w 2004 r. Vue Red Line otrzymał 250-konny silnik V6 L66 i twardsze zawieszenie. Charakteru mu dodają m.in. 18-calowe aluminiowe felgi, masywniejsze zderzaki, chromowana końcówka zderzaka, specjalna czarna skóra we wnętrzu i lepszy system audio.

### Saturn Vue Green Line
Do gamy Vue w 2006 dołączyła wersja Green Line wykorzystująca napęd hybrydowy. System automatycznie wyłącza silnik gdy auto zatrzymuje się, a gdy musi ponownie ruszyć – włącza go. Silnik elektryczny wspomaga też nieco silniko spalinowy przy 
przyspieszaniu. Akumulatory umieszczone są pod siedzeniami, a w momencie hamowania pojazdu odzyskują energię.

### Silniki
- L4 2.2l L61
- V6 3.0l L81
- V6 3.5l L66
- Hybrid 2.4l BAS

## Druga generacja

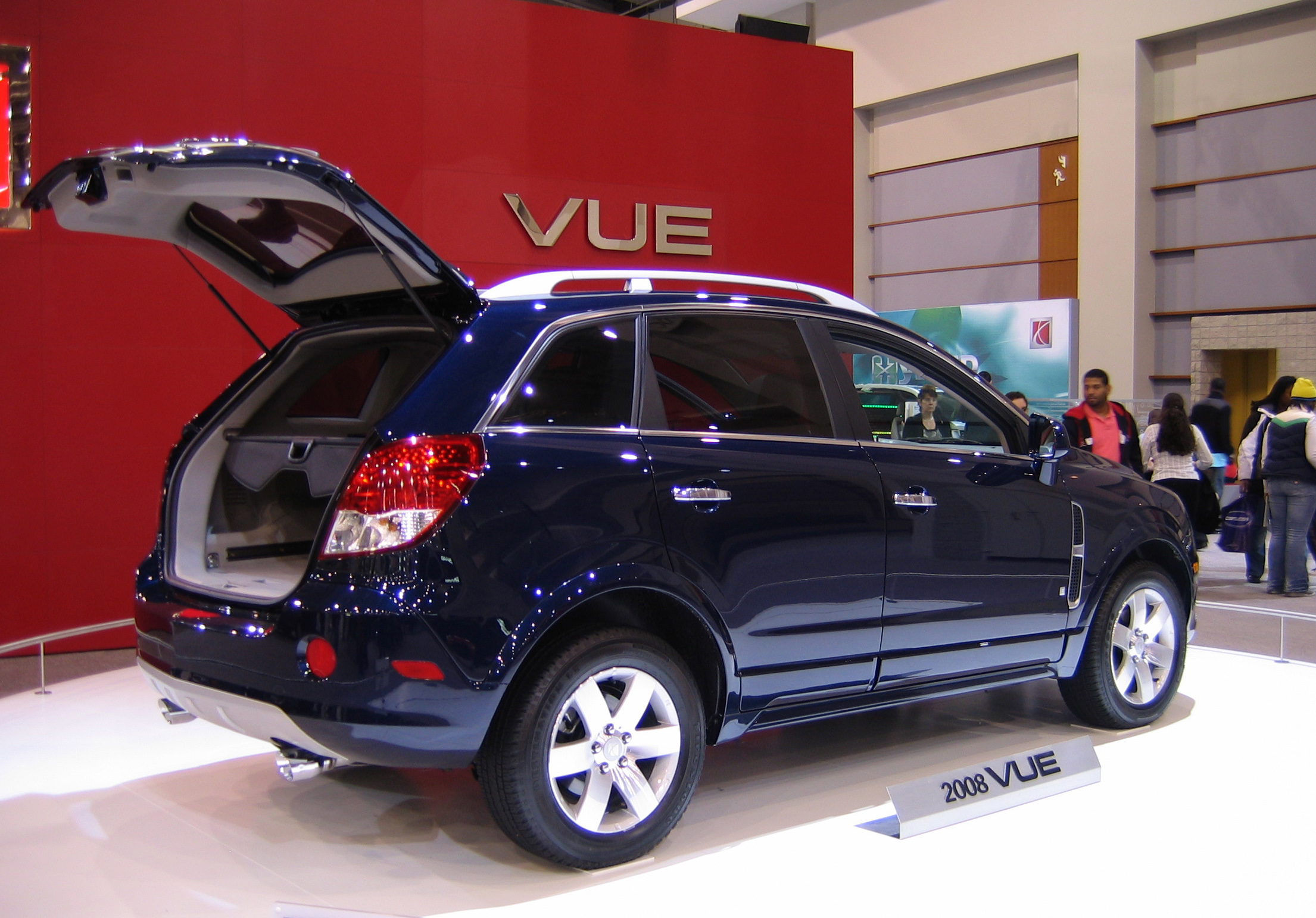
Saturn Vue II - tył

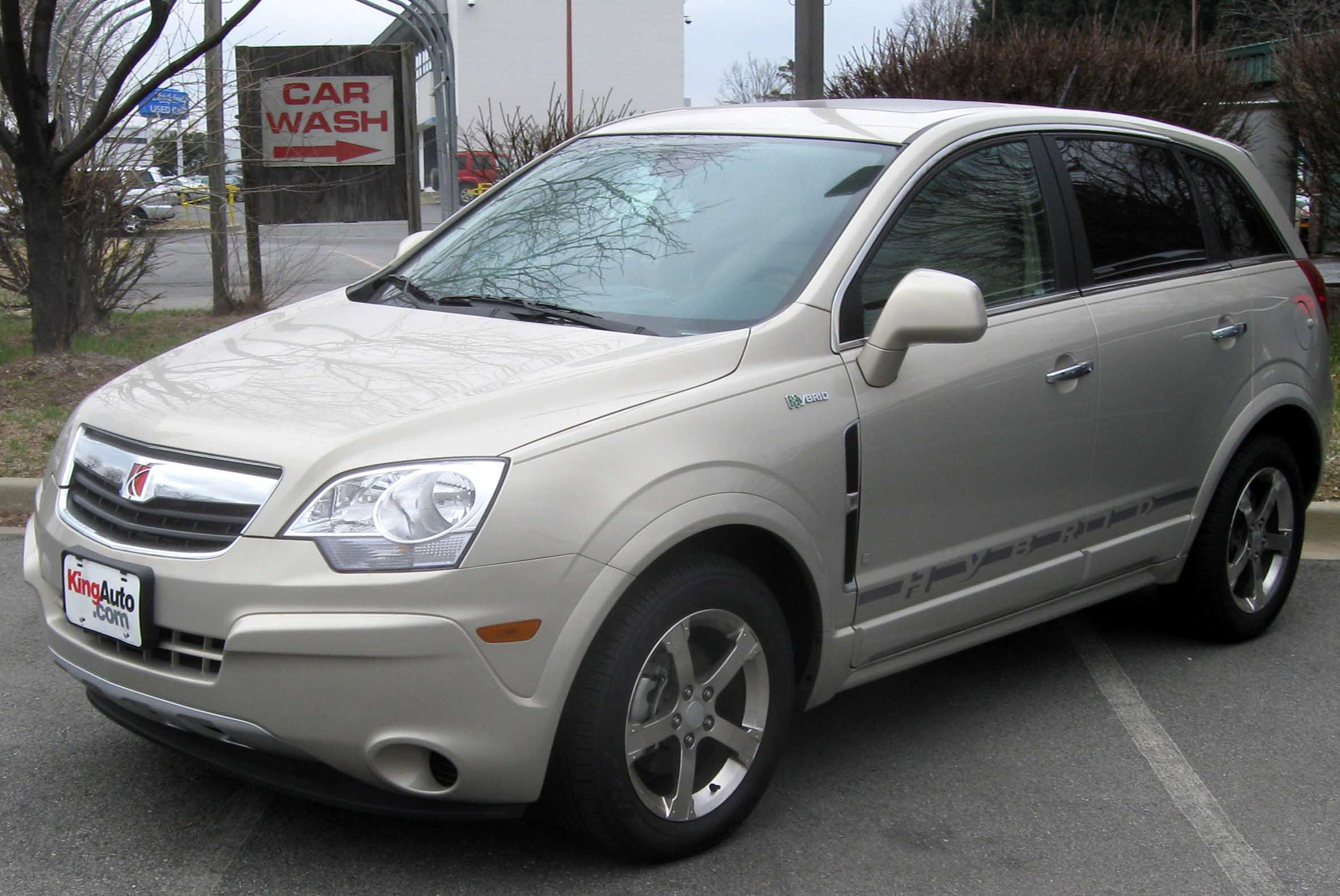
Saturn Vue II Green Line

Saturn Vue II został zaprezentowany po raz pierwszy w 2006 roku.
Saturn przedstawił drugą generację VUE na przełomie lat 2006 i 2007. Tym razem nie była to samodzielna konstrukcja Saturna, lecz bliźniacza wersja globalnego SUV-a znanego w Europie jako Opel Antara. 
Standardowym silnikiem był 2,4-lirowy, 164-konny silnik Ecotec. Opcjonalnymi zaś 3,5-litrowe, 215-konne V6 i 3,6-litrowe, 250-konne DOHC V6.

### Silniki
- L4 2.4l
- V6 3.5l
- V6 3.6l